# Октябрьский-1
Октябрьский-1 — посёлок в Тулунском районе Иркутской области России. Входит в состав Октябрьского муниципального образования.
Посёлок расположен на правом берегу реки Ия, на противоположном берегу — деревня Паберега. Октябрьский-1 находится примерно в 45 км к северо-востоку от районного центра — города Тулун.

## Население
| 2002 | 2010 | 2011 | 2012 |
| ---- | ---- | ---- | ---- |
| 34   | ↘16  | →16  | ↘13  |

По данным Всероссийской переписи, в 2010 году в посёлке проживало 16 человек (11 мужчин и 5 женщин).